# Anelaphus submoestus
Anelaphus submoestus es una especie de escarabajo longicornio del género Anelaphus, categorizada en la tribu Elaphidiini, de la subfamilia Cerambycinae. Fue descrita por Linsley en 1942.

## Descripción
Mide 9-15 mm de longitud.

## Distribución
Se distribuye por México y Estados Unidos.